# Obermichelbach
Obermichelbach é um município da Alemanha, no distrito de Fürth, na região administrativa da Média Francónia, estado de Baviera.